# Дискографія Ванесси Аморозі
Дискографія австралійської співачки-виконавець Ванесси Аморозі включає 4 студійних альбоми, 2 збірника, 21 сингли. Із 1998 по 2006 Ванесса була підписана під Bertelsmann Music Group, а з 2006 по 2012 роки — під австралійським Universal Music Group.
Її дебютний альбом «The Power» вийшов в квітні 2000 року. Він посів №1 на австралійському чарті Australian Albums Chart та отримав чотири платинові сертифікації від ARIA. Альбом також потрапив у топ десять чарту музичних альбомів у Німеччині та був сертифікований золотим. Сингл «Absolutely Everybody» здобув надзвичайну популярність не лише в Австралії, а й в Британії та Німеччині, а також потрапив у топ десять чарту синглів Європи.
В 2001 році відбувся реліз збірки «Turn to Me», в яку увійшли найкращі хіти її дебютного альбому, а також раритетні записи, які не потрапили до «The Power». Другий студійних альбом, «Change», вийшов суто у Німеччині в листопаді 2002 року, не отримавши офіційної дати релізу в Австралії.
Опісля декількох років перерви, в травні 2008 вийшов третій студійних альбом «Somewhere in the Real World». Його найуспішнішиї сингл, «Perfect», посів 4-те місце на ARIA Top 50 Singles Chart та здобув платинову сертифікацію від ARIA.
В листопаді 2009 вийшов четвертий альбом Ваннеси Аморозі «Hazardous», який був зареєстрований платиновим за даними ARIA. Сингл «This Is Who I Am» посів 1-ше місце на ARIA Top 50 Singles Chart та здобув 2 платини від ARIA.
Вихід п'ятого альбому, «V», був запланований на листопад 2011 року, проте реліз скасували через розірвання контракту із лейблом.

## Альбоми

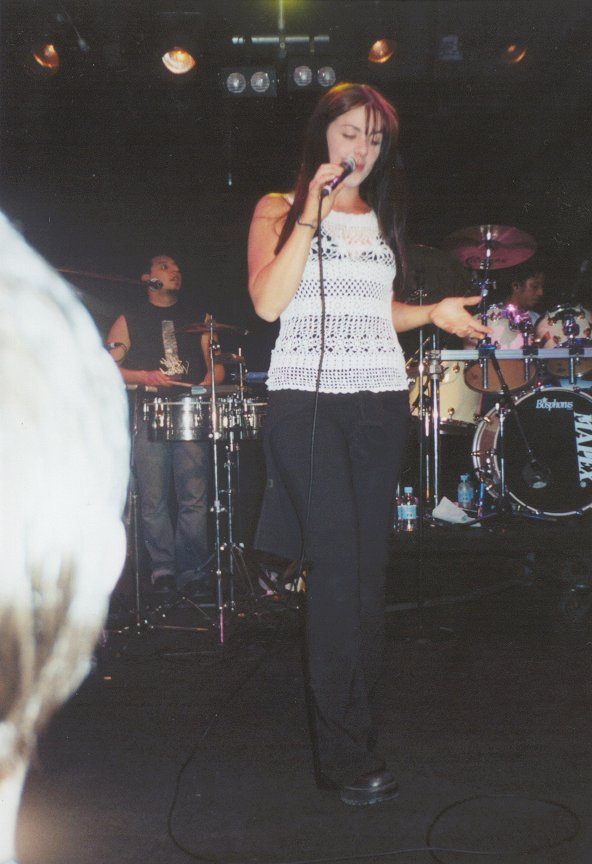
Ванесса під час концерту, 2002

### Студійні альбоми
| Рік  | Альбом | Місце           | Місце           | Місце           | Місце           | Сертифікація (таблиця продажів та сертифікатів)             |
| Рік  | Альбом | Австралія       | Австрія         | Німеччина       | Швейцарія       | Сертифікація (таблиця продажів та сертифікатів)             |
| ---- | --- | --------------- | --------------- | --------------- | --------------- | ----------------------------------------------------------- |
| 2000 | The Power - Реліз: 3 квітня 2000 - Лейбл: BMG (#CCBK7042) - Формат: CD                                                      | 1               | 21              | 7               | 15              | - : 4× Платина (+280,000 копій) - : Золото (+100,000 копій) |
| 2002 | Change[A] - Реліз: 18 листопада 2002 - Лейбл: Universal (#066 893-2) - Формат: CD                                           | —               | —               | 64              | —               |                                                             |
| 2008 | Somewhere in the Real World - Реліз: 24 травня 2008 - Лейбл: Universal (#1720309) - Формат: CD, цифрове завантаження        | 4               | —               | —               | —               | - : Золото (+35,000 копій)                                  |
| 2009 | Hazardous - Реліз: 6 листопада 2009 - Лейбл: Universal (#2724567) - Формат: CD, цифрове завантаження                        | 7               | —               | —               | —               | - : Платина (+70,000 копій)                                 |
| 2012 | V - Реліз: скасовано - Лейбл: Universal - Формат: CD, цифрове завантаження                                                  | Реліз скасовано | Реліз скасовано | Реліз скасовано | Реліз скасовано |                                                             |
| 2019 | Back to Love - Реліз: 8 листопада 2019 - Лейбл: Angel Works Productions, Universal - Формат: Цифрове завантаження, стримінг | 84              | —               | —               | —               |                                                             |

Примітки
- A ^Цей альбом вийшов тільки в Німеччині.

### Компіляційні альбоми
| Рік                               | Альбом | Місце на чартах |
| Рік                               | Альбом | Австралія       |
| --------------------------------- | --- | --------------- |
| 2001                              | Turn to Me - Реліз: 29 жовтня 2001 - Лейбл: BMG (#CCBK7047) - Формат: CD                                                | 21              |
| 2005                              | The Best of Vanessa Amorosi - Реліз: 24 листопада 2005 - Лейбл: Rajon (#CDR0631) - Формат: CD/DVD, цифрове завантаження | —               |
| "—" альбом не зайняв ніяке місце. | |                 |

## Сингли
| Рік                              | Пісня                                           | Місце на чартах | Місце на чартах | Місце на чартах | Місце на чартах | Місце на чартах | Сертифікація (таблиця продажів та сертифікатів) | Альбом                      |
| Рік                              | Пісня                                           | Австралія       | Австрія         | Німеччина       | Швейцарія       | Британія        | Сертифікація (таблиця продажів та сертифікатів) | Альбом                      |
| -------------------------------- | ----------------------------------------------- | --------------- | --------------- | --------------- | --------------- | --------------- | ----------------------------------------------- | --------------------------- |
| 1999                             | "Have a Look"                                   | 13              | —               | 73              | 72              | —               | - : Золото                                      | The Power                   |
| 1999                             | "Absolutely Everybody"                          | 6               | 3               | 5               | 8               | 7               | - : Платина - : Золото                          | The Power                   |
| 2000                             | "Shine"                                         | 4               | 46              | 38              | 19              | —               | - : Платина                                     | The Power                   |
| 2000                             | "The Power"                                     | 8               | —               | —               | —               | —               | - : Золото                                      | The Power                   |
| 2000                             | "Everytime I Close My Eyes"                     | 8               | 11              | 23              | 73              | —               | - : Золото                                      | The Power                   |
| 2001                             | "Champagne, Champagne (Absolument Fabuleux)"[b] | —               | —               | —               | —               | —               |                                                 | Absolument Fabuleux: OST    |
| 2001                             | "Turn to Me"                                    | 80              | —               | —               | —               | —               |                                                 | Turn to Me                  |
| 2002                             | "One Thing Leads 2 Another"                     | —               | —               | 67              | 62              | —               |                                                 | Change                      |
| 2002                             | "Spin (Everybody's Doin' It)"                   | 34              | —               | —               | —               | —               |                                                 | Change                      |
| 2003                             | "True to Yourself"                              | —               | —               | 99              | —               | —               |                                                 | Change                      |
| 2007                             | "Kiss Your Mama!"                               | 15              | —               | —               | —               | —               |                                                 | Somewhere in the Real World |
| 2008                             | "Perfect"                                       | 4               | —               | —               | —               | —               | - : Платина                                     | Somewhere in the Real World |
| 2008                             | "The Simple Things (Something Emotional)"       | 36              | —               | —               | —               | —               |                                                 | Somewhere in the Real World |
| 2009                             | "The Letter" (разом з Hoobastank)               | 39              | —               | —               | —               | —               |                                                 | For(n)ever                  |
| 2009                             | "This Is Who I Am"                              | 1               | —               | —               | —               | —               | - : 2× Платина                                  | Hazardous                   |
| 2009                             | "Hazardous"                                     | 29              | —               | —               | —               | —               |                                                 | Hazardous                   |
| 2010                             | "Mr. Mysterious"                                | 4               | —               | —               | —               | —               | - : Платина                                     | Hazardous                   |
| 2010                             | "Off On My Kiss"                                | —               | —               | —               | —               | —               |                                                 | Hazardous                   |
| 2010                             | "Holiday"                                       | 42              | —               | —               | —               | —               |                                                 | Hazardous                   |
| 2011                             | "Gossip"                                        | —               | —               | —               | —               | —               |                                                 | V                           |
| 2011                             | "Amazing"                                       | 83              | —               | —               | —               | —               |                                                 | V                           |
| 2019                             | "Heavy Lies the Head"                           | —               | —               | —               | —               | —               |                                                 | Back to Love                |
| 2019                             | "Hello Me"                                      | —               | —               | —               | —               | —               |                                                 | Back to Love                |
| 2020                             | "Lessons of Love"                               | —               | —               | —               | —               | —               |                                                 | Back to Love                |
| "—" сингл не зайняв ніяке місце. |                                                 |                 |                 |                 |                 |                 |                                                 |                             |

Примітки
- B ^ В Австралії диск вийшов з подвійною стороною.
- C ^ Сингл вийшов тільки у Франції.
- D ^ Вийшов тільки кліп.

## Різне
Ці пісні не опубліковані в альбомах Ванесси Аморозі:
| Рік  | Пісня                                                     | Альбом                                         |
| ---- | --------------------------------------------------------- | ---------------------------------------------- |
| 1998 | "Get Here"                                                | Sydney Central Plaza promo single              |
| 1999 | "Home for Christmas"                                      | The Spirit of Christmas 1999                   |
| 2000 | "Heroes Live Forever"                                     | 2000 Olympics: Music from the Opening Ceremony |
| 2000 | "Shine" (акустична версія)                                | More Music Live From The Panel                 |
| 2001 | "Santa Claus Is Coming to Town"                           | The Spirit of Christmas 2001                   |
| 2002 | "Gimme Tonight" (Sash! разом з Ванессою Аморозі)          | S4! (Promo)                                    |
| 2008 | "Piece of My Heart"                                       | Концерт для Max Merritt                        |
| 2008 | "It's a Long Way to the Top (If You Wanna Rock 'n' Roll)" | Концерт для Max Merritt                        |
| 2010 | "Each Tear" (разом з Mary J. Blige)                       | Stronger with Each Tear (австралійська версія) |

## Музичне відео
| Рік  | Пісня                                                                          |
| ---- | ------------------------------------------------------------------------------ |
| 1999 | "Have a Look"                                                                  |
| 1999 | "Absolutely Everybody"                                                         |
| 2000 | "Absolutely Everybody" (австралійська версія присвячена тисячоліттю)           |
| 2000 | "Shine"                                                                        |
| 2000 | "The Power"                                                                    |
| 2000 | "Everytime I Close My Eyes"                                                    |
| 2000 | "Absolutely Everybody" (європейська версія)                                    |
| 2000 | "Absolutely Everybody" (версія для вечірок)                                    |
| 2001 | "Have a Look" (європейська версія)                                             |
| 2001 | "Shine" (європейська версія)                                                   |
| 2001 | "Turn to Me" (анімаційний кліп)                                                |
| 2002 | "One Thing Leads 2 Another"                                                    |
| 2002 | "Spin (Everybody's Doin' It)"                                                  |
| 2007 | "Kiss Your Mama!"                                                              |
| 2008 | "Perfect"                                                                      |
| 2008 | "The Simple Things (Something Emotional)"                                      |
| 2008 | "My House"                                                                     |
| 2009 | "The Letter" (разом з Hoobastank)                                              |
| 2009 | "This Is Who I Am"                                                             |
| 2009 | "Hazardous"                                                                    |
| 2010 | "Mr. Mysterious"                                                               |
| 2010 | "This Is Who I Am" (європейська версія)                                        |
| 2010 | "Holiday"                                                                      |
| 2011 | "Gossip"                                                                       |
| 2011 | "Amazing"                                                                      |
| 2011 | "Summer Paradise" (туровий кліп гурту Simple Plan, в якому Ванесса грає камео) |
| 2019 | "Wolf"                                                                         |
| 2019 | "Heavy Lies the Head"                                                          |
| 2019 | "Hello Me"                                                                     |